# Юсуф III ан-Насир
Абу'ль-Хаджжадж Юсуф III ібн Юсуф ас-саліс ан-Насир  (араб. أبو الحجاج يوسف الثالث الناصر بن يوسف الثاني; нар. 1376 — 9 листопада 1417) — 13-й емір Гранадського емірату в 1408—1417 роках, поет.

## Життєпис
Походив з династії Насрідів. Син Юсуфа II, еміра Гранади. Народився 1376 року. Після смерті батька і сходження на трон старшого брата Мухаммада VII запроторений до фортеці Салобренья. Тут перебував до смерті Мухаммада VII у 1408 році. За деякими відомостями, перед смертю останній планував стратити Юсуфа. Той як останнє бажання попрохав зіграти у шахи. Партію навмисно затягував, поки не помер Мухаммад VII. Тоді прихильники Юсуфа звільнили його та посадили на трон.
Намагався загалом дотримуватися миру з Кастилією, оскільки розумів все більше її посилення, а Гранадський емірат вже не мав підтримки в Марокко. Тому до 1 квітня 1410 року тривало перемир'я. Після цього відновилися бойові дії. Тепер проти Гранади виступили Кастильське і Арагонське королівства, війська яких захопили фортецю Антекеру. Тепер християнські ідальго плюндрували володіння емірату. 10 листопада 1410 року було укладено нове перемир'я (1415 року його було закріплено мирним договором між Кастилією, Арагоном, Гранадою і Марокко), яке тривало до самої смерті Юсуфа III.
Водночас повстала залога Гібралтару, що перейшла на бік марокканського султана Усмана III. Останній відправив війська проти гранадського еміра. війська останнього 1411 року завдали поразки супротивникові, змусивши армію султана відступити до Гібралтару. Невдовзі внаслідок зради фортецю було захоплено. У відповідь Юсуф III відправив очільника марокканців Абу Саїда, брата Усмана III, проти нього самого в Марокко.
Слідом за цим зосередив зусилля на відродженні господарства держави. Також перебудував північну частину Альгамбри. Також уславився як талановитий поет, намагаючись відновити культурну славу Гранади.
Помер 1417 року. Йому спадкував син Мухаммад VIII аль-Мутамассік.